# إلين تشن
إلين تشن (بالصينية: 陳雅倫) هي ممثلة صينية، ولدت في 16 فبراير 1966 بهونغ كونغ في الصين.

## وصلات خارجية
- إلين تشن على موقع IMDb (الإنجليزية)
- إلين تشن على موقع ألو سيني (الفرنسية)
- إلين تشن على موقع ميوزك برينز (الإنجليزية)
- إلين تشن على موقع أول موفي (الإنجليزية)
- إلين تشن على موقع قاعدة بيانات الفيلم (الإنجليزية)
- إلين تشن على موقع كينوبويسك (الروسية)